# Mitchie M
Mitchie M（日语：ミッチー・エム）是日本的音樂製作人，主要以VOCALOID軟件初音未來來創作歌曲，並以製作擬真人聲為目標。

## 簡歷
6歲就開始學習鋼琴，在學生時代曾進行樂隊活動，同時對DTM感興趣，繼而開始學習音樂製作。畢業後則進行各種音樂相關的活動，包括作曲、編曲及聲音製作。自言受到巴西音樂家安東尼奧·卡洛斯·裘賓的不少影響。
2011年7月31日把歌曲「FREELY TOMORROW」上傳至NICONICO動畫，並刷新VOCALOID曲分類中達成十萬再生的最新紀錄（10小時40分鐘），後來亦刷新了達成百萬再生的最新紀錄（20日6小時4分鐘）。

## 名字由來
名字來自摇滚乐队吉米·亨德里克斯体验乐队的鼓手米奇·米切爾。曾以Mitchie Mitchiell的名義活動，但後來覺得這名字太長，於是簡化成Mitchie M。

## 唱片

### 迷你專輯
- REALISTIC VIRTUAL SINGING（2012年12月31日）
- Mitchie M - 39D (2015年12月31日)

### 專輯
- Greatest Idol（日语：グレイテスト・アイドル）（2013年11月6日）（Sony Music Direct）
  - 封面插圖：贞本义行

### 合輯
- EXIT TUNES PRESENTS Vocalodream feat. 初音未來（EXIT TUNES PRESENTS Vocalodream feat. 初音ミク）
- V love 25 〜Aperios〜
- V love 25 〜Brave Heart〜
- V love 25 〜cantabile〜
- VOCALO DANCE feat.初音未來 -BEST AGE！TRACKS-（VOCALO DANCE feat.初音ミク -ベスト・アゲ！トラックス-）
- 初音未來 -Project DIVA- F Complete Collection（初音ミク -Project DIVA- F Complete Collection）
- 初音未來 5th Birthday Best〜memories〜（日语：初音ミク 5thバースデー ベスト〜memories〜）
- 初音未來 DANCE REMIX vol.1（初音ミク DANCE REMIX vol.1）
- 初音未來sings New Wave（初音ミクsingsニューウェイヴ）
- VOCALOID超Best-memories-（ボーカロイド超ベスト-memories-）

### 參與作曲編曲的作品
- Fairy Story（南里侑香、結城愛良）──Fairytale
- Baguette Bardot──『Best Of Baguette Bardot』（FGL Music France）
- 合輯「空想活劇」
- Daisy×Daisy「Daisy×Daisy」收錄「Lovers Game feat. Mitchie M」（2011年11月16日）
- 中川翔子「天宫图（日语：ホロスコープ (中川翔子の曲)）」收錄「snow tears -Mitchie M Remix-」（2012年1月11日）
- 合輯「Dream Vocalist」收錄「空色Days（日语：空色デイズ）」（2012年3月21日）
- B Who I Want 2 B feat. HATSUNE MIKU (安室奈美惠) 收錄「_genic」 [與SOPHIE擔任填詞] (2015年6月10日)

### 商業搭配
| 曲名                   | 原文曲名 | 商業搭配                                                 | 時期                      |
| ---------------------- | -------- | -------------------------------------------------------- | ------------------------- |
| Birthday Song for Miku |          | 初音未來 5th Birthday Best競選歌曲                       | 2012年                    |
| 讓這偶像綻放光芒吧     |          | 熊本縣格陵蘭樂園電視廣告                                 | 2013年                    |
| AgeAge Again           |          | 遊戲《初音未來 Project mirai 2》主題曲                   | 2013年                    |
| 堅定不移的eye          |          | 樂敦製藥眼藥水「デジアイ」                               | 2014年                    |
| 神奇的魔術師           |          | Colopl手機遊戲《クイズRPG 魔法使いと黒猫のウィズ》合作曲 | 2015年(收錄於《39D》專輯) |

## 註腳
1. 1 2 3  . Mitchie M.   [2015-05-10]. （原始内容存档于2020-12-02） （日语）.
2. ↑  . YouTube.   [2015-05-10]. （原始内容存档于2016-04-02） （日语）.
3. 1 2 3  . VocaloidBrasil.   [2015-05-10]. （原始内容存档于2017-06-22） （葡萄牙语）.
4. 1 2 3  . Dreamer's Riddle.   [2015-05-10]. （原始内容存档于2015-04-16） （英语）.
5. ↑  . ニコニコインフォ (ニワンゴ). 2011-08-26  [2015-05-10]. （原始内容存档于2016-03-05） （日语）.
6. ↑  . はてなブックマークニュース (はてな). 2011-08-01  [2015-05-10]. （原始内容存档于2012-08-25） （日语）.
7. ↑  . Mitchie M. 2015-02-13  [2015-05-10]. （原始内容存档于2019-11-25） （日语）.

## 外部連結
- Mitchie M官方網站 （页面存档备份，存于）
- Mitchie M官方部落格 （页面存档备份，存于）
- Mitchie M官方Youtube頻道 （页面存档备份，存于）
- Mitchie M的X（前Twitter）